# Coniopteryx tagalica
Coniopteryx tagalica är en insektsart som först beskrevs av Banks 1937.  Coniopteryx tagalica ingår i släktet Coniopteryx och familjen vaxsländor. Inga underarter finns listade i Catalogue of Life.